# Castell de la Floresta
El Castell de la Floresta és un castell de la Floresta (Garrigues) declarat bé cultural d'interès nacional.

## Descripció
És un castell gòtic, convertit en palau residencial el 1569. Juntament amb el Castell de l'Espluga Calba són els millor conservats de les Garrigues. Construït damunt de roca calcària. La façana està tota feta de petits carreus regulars, hi una torre amb matacans, propera a l'església i al gran edifici annex, reformat pel Subies a inicis del segle actual. Damunt la porta de la torre es veu un escut amb una àguila bicèfala. Els murs de pedra tenien en origen poques obertures, però la adaptació de l'edifici com a habitació ha fet que se n'obrissin algunes més, provocant cert desordre.
Consta de dues parts: una de planta rectangular destinada d'habitatge de considerables dimensions de la qual ja el 1375 tenim notícies i una altra a la cara nord, on hi ha alguns edificis annexos, alguns actuals i d'altres del segle xv. A l'interior encara és visible l'enteixinat original. Ha sofert modificacions, ja que s'ha fet servir, entre d'altres, com a escola i habitatge.
La part més alta és la torre amb merlets, construïda el 1569 per Joan Longos. Sembla que fou feta amb pedres pertanyents a antigues cases de Castellots. També s'hi conserven finestres geminades i cobertes de teula a dues aigües.

## Història

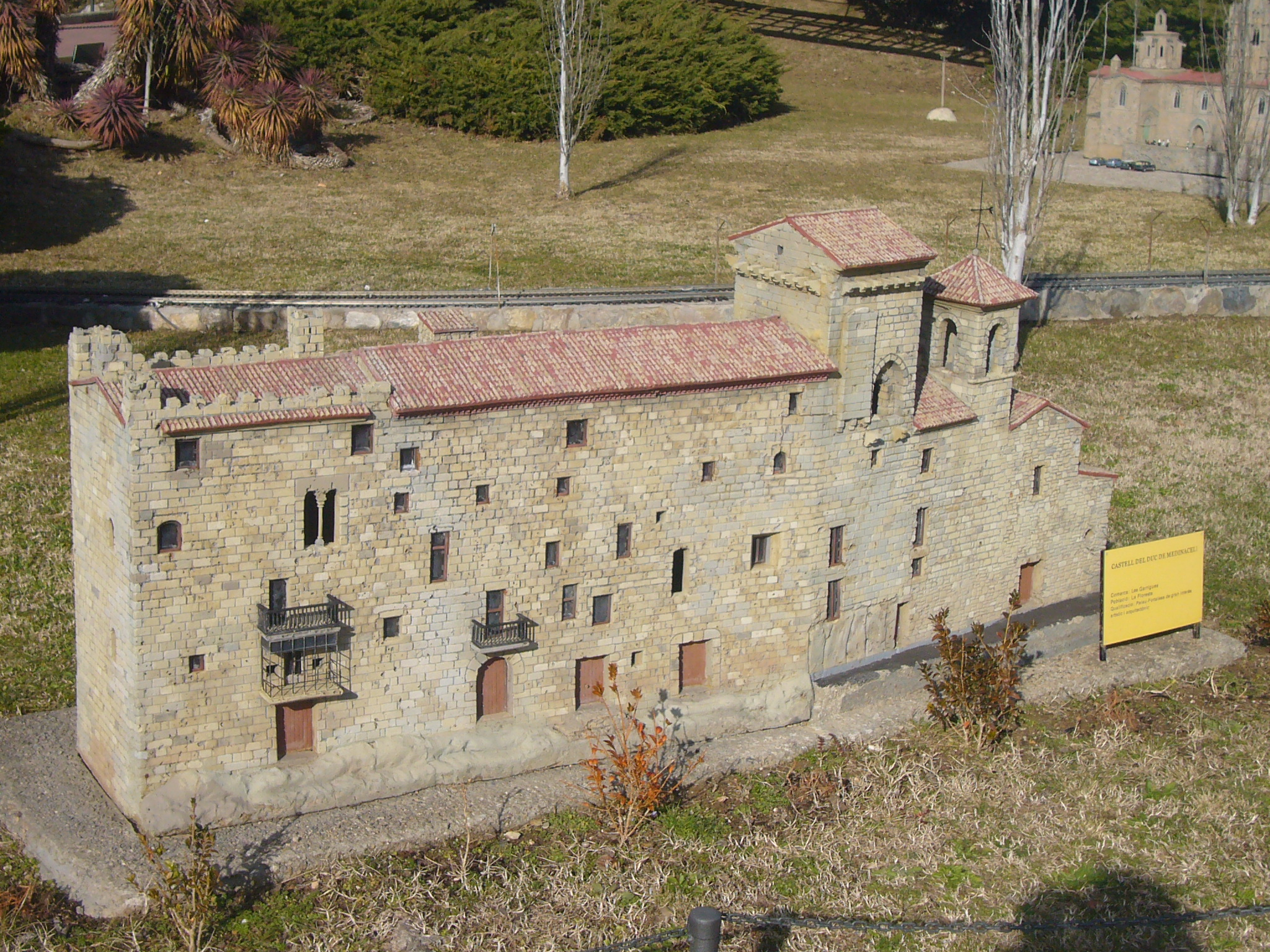
Maqueta del castell de la Floresta, a Catalunya en Miniatura

Durant el regnat de Pere el Cerimoniós, passà a la família Beatriu-Cornell (1340). Aquesta el cedí a Jaume Roger de Pallars (1376), les armes del qual apareixen encara avui al castell. Aquest darrer el vengué el 1388 a Hug, primer comte de Cardona. Els nous senyors van mantenir el castell de Castellots com a residència d'estiu.
Al segle xvi s'hi van realitzar les grans reformes que van transformar l'antic castell en un palau renaixentista anomenat la Torre de la Floresta. Es coneix l'evolució d'aquestes reformes pels rebuts conservats, corresponents a obres realitzades; per exemple, l'any 1569 el mestre d'obres Joan Longos va presentar una factura per "una torre de pedra de la Floresta, les escales, les parets que són entre la torre i la capella, la font i les tàpies". D'aquestes obres, l'antic castell en va sortir molt transformat: s'hi van afegir una torre, noves finestres a les habitacions - algunes amb una columneta muntant o mitgera i escuts per als portals-. S'hi van conservar també alguns elements gòtics, com l'enteixinat dels sostres.
Ja en el segle xvii la propietat passà a la família dels Medinaceli, i amb posterioritat als Subies de Tàrrega.
Al segle xviii després de la creació del marquesat de la Floresta, els nous senyors hi van realitzar noves reformes i obres d'embelliment, dedicades especialment a la decoració dels interiors, amb les quals el palau va perdre del tot el seu vell aspecte militar i defensiu.
Actualment tant el castell com la torre resten dividits i pertanyen a particulars i institucions: el bisbat té la torre i les parts annexes més pròximes per cada costat. Fou cedida als franciscans com a casa de colònies. Una altra part fou adquirida entre 1980 i 1981 pel doctor Diether Rudloff, catedràtic alemany d'Història de l'Art; avui és una casa unifamiliar que respecta l'interior. La tercera part pertany a una immobiliària de Barcelona.